# Scutelliseta caledoniana
Scutelliseta caledoniana är en tvåvingeart som beskrevs av Richards 1968. Scutelliseta caledoniana ingår i släktet Scutelliseta och familjen hoppflugor. Inga underarter finns listade i Catalogue of Life.